# McCarthy (családnév)
A McCarthy (írül: Mac Cárthaigh) ír eredetű családnév. Jelentése: Cárthach (szeretet) fia. A legtöbben az Amerikai Egyesült Államokban viselik ezt a nevet. A leggyakoribb Írországban, ahol a 12. legelterjedtebb családnév.

## Híres McCarthy nevű személyek
McCarthy
- Benni McCarthy (1977) dél-afrikai labdarúgó
- Cormac McCarthy (1933–2023) Pulitzer-díjas amerikai regényíró
- Eugene McCarthy (1916–2005) amerikai politikus, minnesotai szenátor
- Jenny McCarthy (1972) amerikai modell, műsorvezető
- John McCarthy (1927–2011) amerikai számítógéptudós
- Joseph Raymond McCarthy (1908–1957) amerikai politikus, wisconsini szenátor, a mccarthyzmus névadója
- Kevin McCarthy (1914–2010) amerikai színész
- Kevin McCarthy (1965–) amerikai republikánus politikus
- Melissa McCarthy (1970–) amerikai színésznő
- Mick McCarthy (1959–) ír labdarúgó
- Paul McCarthy (1945–) amerikai kortárs művész

McCarty
- William Henry McCarty (1859–1881) Billy, a kölyök, amerikai bandita